# Bednja (flod)
Bednja er en flod i det nordlige Kroatien, en højre biflod til Drava. Den er 133 km lang og dens afvandingsområde er på 966 km².
Bednja har sit udspring i de bjergrige skovområder nær Macelj i det nordlige Kroatien, vest for Trakošćan, hvor den også danner en 0,2 km2 stor sø der ligger 255 moh. Den løber mod sydøst, indtil den drejer mod øst nær landsbyen Bednja, bugter sig sydpå ved Novi Marof, vender tilbage til dens østlige kurs kort derefter, og drejer derefter mod nordøst mod Ludbreg. Den løber ud i floden Drava nord for Mali Bukovec.
Den blev i antikken kaldt "Serapia". Navnet "Serapia" formodes at komme fra proto-indoeuropæiske ord *ser (at flyde) og *h2ep (vand). 